# Assemblée populaire communale
Pour les articles homonymes, voir APC.
L'assemblée populaire communale (APC ; en arabe : المجلس الشعبي البلدي) est l'assemblée délibérante élue de la commune  en Algérie. Cette dénomination est une survivance de l'ère socialiste[précision nécessaire].
Ses membres sont élus au suffrage universel pour un mandat de cinq ans, au scrutin de liste ouverte à la représentation proportionnelle avec vote préférentiel, sans panachage. Le nombre de membres varie en fonction de la population :
- 13 membres dans les communes de moins de 10 000 habitants ;
- 15 membres dans les communes de 10 000 à 20 000 habitants ;
- 19 membres dans les communes de 20 001 à 50 000 habitants ;
- 23 membres dans les communes de 50 001 à 100 000 habitants ;
- 33 membres dans les communes de 100 001 à 200 000 habitants ;
- 43 membres dans les communes de 200 001 habitants et plus.

L'élection du président de l'APC obéit à l'ordonnance no 21-13 du 31 août 2021 modifiant et complétant certaines dispositions de la loi no 11-10 du 22 juin 2011, « le candidat à l’élection à la présidence de l’assemblée populaire communale, est présenté parmi la liste ayant obtenu la majorité absolue des sièges », « dans le cas où aucune liste n’a obtenu la majorité absolue des sièges, les deux listes ayant obtenu 35 %, au moins, des sièges peuvent présenter un candidat », « dans le cas où aucune des listes n’a obtenu les 35 %, au moins, des sièges, toutes les listes peuvent présenter, chacune, un candidat. L’élection a lieu à bulletin secret. Est déclaré président de l’Assemblée populaire communale le candidat ayant obtenu la majorité absolue des voix », « si aucun candidat n’obtient la majorité absolue des voix, un deuxième tour a lieu entre les deux candidats ayant été classés premier et deuxième. Est déclaré élu le candidat ayant obtenu la majorité des voix », mais « en cas d’égalité des suffrages, est déclaré élu le candidat le plus âgé ».
L'élection des assemblées populaires de wilaya et d'APC a lieu de manière anticipée le 27 novembre 2021.

## Composition
Sur 1 541 assemblées populaires communales il y a 24 876 élus.
| Parti | Parti | Logo | Idéologie                                                                                           | Maires     | Conseillers  |
| ----- | --- | ---- | --------------------------------------------------------------------------------------------------- | ---------- | ------------ |
|       | Front de libération nationale (Algérie) جبهة التحرير الوطني Tirni n Weslelli Aɣelnaw                       |      | Centre gauche Social-démocratie, Social-libéralisme, Troisième voie                                 | 603 / 1541 | 7603 / 24876 |
|       | Rassemblement national démocratique (Algérie) التجمع الوطني الديمقراطي Agraw aɣelnaw amagday               |      | Centre droit Libéralisme                                                                            | 451 / 1541 | 6521 / 24876 |
|       | Rassemblement de l'espoir de l'Algérie تجمع أمل الجزائر Agraw n Lamal n Lezzayer                           |      | Droite Nationalisme                                                                                 | 31 / 1541  | 827 / 24876  |
|       | Front des forces socialistes جبهة القوى الاشتراكية Tirni n Iɣallen Inelmayen                               |      | Gauche Socialisme démocratique                                                                      | 64 / 1541  | 897 / 24786  |
|       | Mouvement de la société pour la paix حماس الجزائر Ḥamas                                                    |      | Droite Islamisme, Pacifisme                                                                         | 49 / 1541  | 1225 / 24786 |
|       | Parti des travailleurs حزب العمال Akabar n Yixeddamen                                                      |      | Extrême gauche Internationalisme, Marxisme, Trotskisme, Socialisme, Communisme, Féminisme           | 17 / 1541  | 510 / 24876  |
|       | Rassemblement pour la culture et la démocratie التجمع من اجل الثقافة و الديمقراطية Agraw n Yidles d Tugdet |      | Centre gauche Social-libéralisme, Social-démocratie, Berbérisme, Algérianisme, Sécularisme, Laïcité | 37 / 1541  | 496 / 24786  |
|       | Autres |      | Divers                                                                                              | 289 / 1541 | 6707 / 24786 |

## Prérogatives
Les partis politiques n'ont cessé de critiquer le manque d'indépendance des communes, notamment en matière de finance. Les décisions des APC sont soumises à l’approbation des walis et leurs moyens financiers sont dépendants du fonds commun des collectivités locales (FCCL) qui leur allouera, au gré d’une clé de répartition établie par l’administration centrale, les ressources financières minimales nécessaires à leur fonctionnement. Les allocations sont opérées de manière subjective, lésant parfois les unes et privilégiant les autres. Les communes algériennes ressemblent à de simples démembrements bureaucratiques de l’État, dont le champ d’intervention se réduit à de simples formalités administratives et à la gestion de quelques équipements sociaux (écoles, routes et chemin communaux, centres de soins etc.).